# Station Sławki
Station Sławki is een spoorwegstation in de Poolse plaats Sławki.